# Velayat-e faqih
La velāyat-e faqih (in persiano ولایت فقیه‎, in arabo ولاية الفقيه‎?, "wilāya al-faqīh", tradotto in italiano "tutela del giurisperito", o «potere politico carismatico del giurista-teologo») è una dottrina teologico-politica teorizzata da Khomeini e proposta nella raccolta di sue lezioni "Hokumat-e Eslami" ("Il governo islamico"), pubblicata nel 1970. Secondo tale dottrina, il faqīh, in quanto mujtahid (cioè, "colui che pratica l'ijtihad"), avrebbe il compito di agire quale sostituto tutelare dell'Imām tanto negli affari religiosi quanto nella conduzione politica della comunità sciita.

## Origine
La velāyat-e faqih affonda le sue radici nel processo c.d. di "razionalizzazione" della dogmatica sciita, iniziato con la triade buyide (Shaykh Mufīd, Sharīf Murtaḍā e Shaykh Ṭūsī), proseguito sotto l'Īlkhānato mongolo (con al-‘Allāma al-Ḥillī e ibn Ṭawūs) e nell'Iran Safavide (basti pensare ad al-Karakī e Mohammad Baqer Majlesī), e infine perfezionato dal definitivo predominio del madhhab uṣūlī su quello akhbārī a cavallo dei secoli XVIII e XIX. Con "razionalizzazione" s'intende, in senso fattivo, la progressiva appropriazione, da parte dei religiosi sciiti, delle prerogative originariamente spettanti all'Imām, quali ad esempio l'interpretazione normativa delle fonti scritturali (ijtihad), la conduzione della preghiera collettiva del venerdì, la raccolta delle elemosine (zakāt e khums), la proclamazione del jihād. Tale processo avvenne, tuttavia, in un contesto di strutturale marginalizzazione della comunità sciita, per lo meno nei suoi primi nove secoli di vita, e dunque di discrasia tra comunità religiosa e koinè politica arabo- e irano-islamica, fino alla creazione dello Stato Safavide nel 1501; ma anche in tal caso, sebbene la strutturazione del "clero" sciita fosse avvenuta all'interno di un rapporto complementare tra dinastia regnante e religiosi, il nesso tra dimensione secolare e canonica fu sempre di indipendenza, al punto che S. A. Arjomand parla di «una ierocrazia istituzionalmente differenziata ma eterocefala». Politicamente, il concetto-chiave che caratterizzò larga parte della storia dei religiosi sciiti fu "quietismo": espressione, invero, molto ampia, il cui significato oscillava tra totale disimpegno degli ‘ulamā’ negli affari politici ed effettivo coinvolgimento, ma sempre al di fuori di una formale responsabilità politico-istituzionale. Dal canto suo, Khomeini portò il processo di razionalizzazione fino all'estremo compimento, rompendo la tradizione quietista, laddove appunto a suo parere il ruolo del mujtahid non si doveva limitare a questioni teologiche e cultuali, ma interessare anche il governo stesso della comunità.

## Lavelāyat-e faqihe la rivoluzione iraniana
Dottrinalmente, la velāyat-e faqih non ebbe molto successo fino al 1979. L'altro grande āyatollāh coevo a Khomeini, Kāẓem Sharī‘atmadārī, non condivideva l'idea di un governo retto dai religiosi, né la questione sortiva grandi dibattiti in seno al popolo iraniano all'indomani della cacciata dello Shāh nel 1979. Invero, la bozza di Costituzione presentata nella primavera del 1979 dal Governo Provvisorio presieduto da Mehdī Bāzargān non recepiva in nessun modo la velāyat-e faqih, prevedendo piuttosto la presenza di un Consiglio di Vigilanza della Costituzione – analogo al Comitato costituzionale istituito dall'art. 2 del Supplemento alla Costituzione del 1907 – che si sarebbe dovuto comporre di sei giuristi nominati dal Parlamento e di cinque religiosi, votati sempre dall'organo legislativo su proposta dei grandi āyatollāh, e che avrebbe dovuto vagliare la legislazione ordinaria, a maggioranza del 2/3, qualora un marjaʿ al-taqlīd, il Presidente della Repubblica, il Presidente o il Procuratore Generale della Cassazione avessero sollevato una questione di legittimità costituzionale o religiosa. Il quadro di operatività del Consiglio di Vigilanza, comunque, sarebbe stato un contesto istituzionale democratico para-presidenziale, mutuato dalla Costituzione francese del 1958, e il Consiglio stesso sarebbe stato l'unica istituzione all'interno della quale i religiosi avrebbero esercitato un certo grado di potere politico.
La bozza di Costituzione presentata dal Governo Bāzargān, tuttavia, fu pesantemente emendata dall'Assemblea degli Esperti per la Costituzione eletta nell'agosto del 1979. Su 77 membri, 55 facevano parte del Partito Islamico Repubblicano riconducibile a Khomeini, 6 del Movimento di Liberazione Iraniano di Bāzargān, 4 del Partito Repubblicano del Popolo Islamico radicato in Azerbaijan e patrocinato indirettamente da Sharī‘atmadārī, 1 del Partito Democratico del Kurdistan Iraniano, e i restanti più o meno allineati alla linea khomeinista. La maggioranza costituente introdusse nella Costituzione il principio della velāyat-e faqih, pur senza esplicitarlo direttamente, anzitutto prevedendo che «la direzione suprema del paese e del popolo [fosse] assunta da un faqih di provata virtù e giustizia, […] riconosciuto dalla maggioranza del popolo» (art. 5) e affidando tale compito a Khomeini, il cui ruolo era costituzionalizzato dall'art. 107. Era poi ampliato il ruolo del Consiglio di Vigilanza, ora composto da sei giuristi votati dal Parlamento e da sei religiosi nominati dalla Guida della Rivoluzione, al quale spetta non solo il giudizio di legittimità costituzionale e religiosa delle leggi prima che entrino in vigore, ma anche il controllo delle candidature per le elezioni.